# Henri Cannissié
 (janvier 2020).
Jean Philippe Henri Cannissié, né le 23 novembre 1843 à Paris et mort dans la même ville le 15 août 1907, est un architecte français exerçant à Lille.

## Biographie
Il est le fils de Philippe Cannissié architecte de la ville de Lille de 1849 à 1867.
Il fut élève à l'école nationale de beaux-arts de Paris, promotion 1865, élève de Jean-Baptiste Guenepin.
Il se marie à Lille le 1er mai 1873 avec Marie Calaisse avec qui il a six enfants. Ils habitent 77 rue Masséna à Lille à partir de 1878.
Lors de son installation à Lille, il seconda son père pour la restauration de l'église Saint-Maurice de Lille. Il travaille principalement pour les constructions privées. Il fut architecte du département du Nord en remplacement de Charles Marteau vers 1890.
Il devient membre de la société des architectes du Nord en 1874.

## Réalisations notables
- Agrandissement l'église Saint-Maurice de Lille.
- 1894 : brasserie-malterie dite Brasserie Binauld, quartier de Wazemmes à Lille[2], détruite en 1991.